# Übeyd Adıyaman
Übeyd Adıyaman (* 2. Oktober 1997 in Malatya) ist ein türkischer Fußballtorhüter.

## Karriere

### Vereine
Adıyaman begann mit dem Vereinsfußball in der Nachwuchsabteilung von Malatya Sanayispor. 2010 wechselte er in den Nachwuchs des Erstligisten Gençlerbirliği Ankara. Im Sommer 2013 erhielt er hier zwar einen Profivertrag, spielte aber weiterhin für die Nachwuchsmannschaften. Zur Saison 2015/16 wurde er an den Zweitverein von Gençlerbirliği, an den Viertligisten Hacettepe SK ausgeliehen und befand sich ohne Pflichtspieleinsatz eine halbe Saison im Kader. Zur Saison 2016/17 wurde er erneut an Hacettepe ausgeliehen und absolvierte in dieser Saison vier Drittligaspiele. Nach Saisonende wurde sein Leihvertrag um eine weitere Saison verlängert.
Zur Saison 2018/19 kehrte er zu Gençlerbirliği zurück. Für die Rückrunde der Saison 2018/19 wurde er an den Drittligisten Fethiyespor und für die Rückrunde der Saison 2019/20 an Bodrum Belediyesi Bodrumspor ausgeliehen.

### Nationalmannschaft
Adıyaman startete seine Nationalmannschaftskarriere 2012 mit einem Einsatz für die türkische U-15-Nationalmannschaft und durchlief bis zur U-19 alle Juniorennationalmannschaften der Türkei.